# Colom guatlla frontblanc
El colom guatlla frontblanc (Geotrygon leucometopia) és una espècie d'ocell de la família dels colúmbids (Columbidae) que habita els boscos de les terres altes del centre de la Hispaniola.